# Томислав Божич
Томислав Божич (хорв. Tomislav Božić, нар. 20 лютого 1987, Славонська Пожега) — хорватський футболіст, захисник клубу «Славен Белупо».

## Клубна кар'єра
У дорослому футболі дебютував 2005 року виступами за команду «Камен Інград», в якій провів два сезони, зігравши 34 матчі Першої ліги.
Своєю грою за цю команду привернув увагу представників тренерського штабу боснійського клубу «Широкі Брієг», до складу якого приєднався 2007 року. Відіграв за команду з міста Широкі Брієг наступні два сезони своєї ігрової кар'єри.
Після цього Божич повернувся на батьківщину, де з 2009 по 2012 рік грав у складі команд «Сухополє», «Цибалія» та «Гориця» (Велика Гориця).
У січні 2012 року уклав контракт з чеським клубом «Дукла» (Прага), у складі якого провів наступні два з половиною роки своєї кар'єри гравця. Більшість часу, проведеного у складі празької «Дукли», був основним гравцем захисту команди і зіграв 56 ігор чемпіонату, забивши один гол.
З 2014 року два сезони захищав кольори клубу «Гурник» (Ленчна). Граючи у складі «Гурника» з Ленчни також здебільшого виходив на поле в основному складі команди, після чого протягом сезону 2016/17 років захищав кольори іншого місцевого вищолігового клубу «Вісла» (Плоцьк), а з 2017 року два сезони захищав кольори третього для себе польського клубу — «Мєдзь» (Легниця). Тренерським штабом нового клубу також розглядався як гравець «основи».
Після того як влітку 2019 року «Мєдзь» вилетів з вищого дивізіону, Божич знову повернувся до Хорватії і став гравцем клубу «Славен Белупо». Станом на 11 червня 2025 року відіграв за команду з Копривниці 161 матч в національному чемпіонаті.

## Виступи за збірну
2006 року дебютував у складі юнацької збірної Хорватії (U-19), загалом на юнацькому рівні взяв участь у 6 іграх, відзначившись одним забитим голом.
27 березня 2007 року зіграв свій єдиний матч у складі молодіжної збірної Хорватії в товариській грі проти однолітків із Словенії (5:0).

## Особисте життя
Одружений, має сина.